# Cassolnovo
Cassolnovo là một đô thị ở tỉnh Pavia trong vùng Lombardia của Ý, có cự ly khoảng 30 km về phía tây nam của Milan và khoảng 35 km về phía tây bắc của Pavia. Tại thời điểm ngày 31 tháng 12 năm 2004, đô thị này có dân số 6.203 người và diện tích là 32 km².
Cassolnovo giáp các đô thị sau: Abbiategrasso, Cerano, Gravellona Lomellina, Sozzago, Terdobbiate, Tornaco, Vigevano.